# Ритцер, Джордж
Джордж Ритцер (англ. George Ritzer; род. 14 октября 1940 года в Нью-Йорке) — американский социолог, профессор, изучающий процесс глобализации, метатеорию, модели потребления.

## Биография
Окончил Городской колледж Нью-Йорка (бухгалтерский учёт, 1962), Мичиганский университет (MBA, 1964) и аспирантуру Корнеллского университета (1968).
С 2001 года по настоящее время является заслуженным профессором Мэрилендского университета (США).

## Научный вклад
Известен своей концепцией «макдональдизации», представляющей собой развитие веберовской идеи инструментальной рационализации современных общества и культуры, наиболее ярким воплощением которой стали рестораны быстрого питания.
Другие важные темы научного творчества Ритцера:
- изучение потребления, которое понимается как системный фактор современного общества;
- проблема глобализации обществ и культур, которая, по мнению Ритцера, ведёт к утрате разнообразия социальной жизни.

## Сочинения
- многочисленных компендиумов и учебников по социальной теории;
- «Введения в социологию» (2012);
- «Основ социологии» (2014).
- Современные социологические теории / [Пер. с англ. А. Бойков, А. Лисицына]. — 5. изд. — М.: Питер, 2002. — 686 с. : ил. — (Серия «Мастера психологии») — ISBN 5-318-00687-6
- Макдональдизация общества 5 = The Mcdonaldization of society 5. / Пер. с англ. А. Лазарева. — М.: Праксис, 2011. — 590, [1] с. — (Образ общества) — ISBN 978-5-901574-86-7